# Finale de la Coupe du monde masculine de hockey sur gazon 2018
La Finale de la Coupe du monde masculine de hockey sur gazon 2018 est un match de hockey sur gazon entre la Belgique et les Pays-Bas qui se déroule le 16 décembre 2018 au Kalinga Stadium de Bhubaneswar.
La Belgique a gagné sa première coupe du monde après sa victoire contre les Pays-Bas en finale aux shoots-outs. C'est aussi le premier titre mondial de la Belgique dans un sport d'équipe. Le gardien de but belge Vincent Vanasch est élu homme du match de la finale.

## Parcours des équipes
Note : dans les résultats ci-dessous, le score du finaliste est toujours donné en premier.
| Rang | Équipe         | Pts | J | V | N | P | BP | BC | Diff |
| ---- | -------------- | --- | - | - | - | - | -- | -- | ---- |
| 1    | Inde           | 7   | 3 | 2 | 1 | 0 | 12 | 3  | +9   |
| 2    | Belgique       | 7   | 3 | 2 | 1 | 0 | 9  | 4  | +5   |
| 3    | Canada         | 1   | 3 | 0 | 1 | 2 | 3  | 8  | -5   |
| 4    | Afrique du Sud | 1   | 3 | 0 | 1 | 2 | 2  | 11 | -9   |

| Rang | Équipe    | Pts | J | V | N | P | BP | BC | Diff |
| ---- | --------- | --- | - | - | - | - | -- | -- | ---- |
| 1    | Allemagne | 9   | 3 | 3 | 0 | 0 | 10 | 4  | +6   |
| 2    | Pays-Bas  | 6   | 3 | 2 | 0 | 1 | 13 | 5  | +8   |
| 3    | Pakistan  | 1   | 3 | 0 | 1 | 2 | 2  | 7  | -5   |
| 4    | Malaisie  | 1   | 3 | 0 | 1 | 2 | 4  | 13 | -9   |

### Belgique
La Belgique a abordé la Coupe du monde en partant favorite et en étant classée troisième au Classement mondial de la FIH. Ils avaient connu du succès dans les tournois majeurs des années précédentes, en gagnant les médailles d'argent aux Jeux olympiques d'été de 2016 et au Championnat d'Europe 2017.
À la Coupe du monde, la Belgique était versée dans la Poule C aux côtés du Canada, du pays hôte à savoir l'Inde et des champions d'Afrique Sud-Africains. La Belgique a commencé le tournoi avec une victoire 2 - 1 contre le Canada par des buts en plein jeu par Felix Denayer et Thomas Briels. À leur deuxième match de poule, ils ont été tenus en échec avec un match nul 2 - 2 contre l'Inde avec une égalisation à la 56e minute par Simon Gougnard. 
Ils sont revenus par derrière dans leur dernier match de poule avec une victoire 5 - 1 contre l'Afrique du Sud par des buts d'Alexander Hendrickx auteur d'un doublé, Simon Gougnard, Loïck Luypaert et Cédric Charlier. Ils terminent deuxième de la poule avec sept points, comme l'Inde qui termine sur le même nombre de points et qui a une meilleure différence de buts.
La Belgique bat le Pakistan 5 - 0 avec Alexander Hendrickx, Thomas Briels, Cédric Charlier, Sébastien Dockier et Tom Boon buteurs. En quart de finale contre l'Allemagne, la Belgique est revenue par derrière avec une victoire 2 - 1, avec un but à la 18e minute sur penalty corner par Alexander Hendrickx et un but à la 50e minute par Tom Boon en plein jeu, à noter qu'après le premier quart-temps, la Belgique était menée 0 - 1. En demi-finale, ils ont fait face à l'Angleterre qui a éliminé en quart de finale, l'Argentine championne olympique et deuxième au Classement mondial de la FIH. La Belgique a dominé cette demi-finale pour exclure l'Angleterre 6 - 0 puisque Tom Boon, Simon Gougnard, Cédric Charlier, Alexander Hendrickx auteur d'un doublé et Sébastien Dockier ont marqué pour les Red Lions. La Belgique aborde donc déjà sa première finale en Coupe du monde.

### Pays-Bas
Classés quatrième au Classement mondial de la FIH, les Pays-Bas ont été inclinés avant la Coupe du monde comme l'un des prétendants pour gagner le tournoi. Les Néerlandais ont terminé finaliste de la Coupe du monde 2014 et vainqueur du Championnat d'Europe 2017.
Les Pays-Bas sont versés dans la Poule D avec l'Allemagne, la Malaisie et le Pakistan. Ils ont enregistré une victoire 7 - 0 contre la Malaisie en match d'ouverture, avec l'aide d'un triplé de Jeroen Hertzberger. Au deuxième match contre l'Allemagne, les Néerlandais ont mené 1 - 0 jusqu'à la 30e minute, avant que les Allemands marquent quatre fois, y compris trois fois dans le dernier quart-temps, pour gagner 4 - 1 contre les Néerlandais. En dernier match de poule, les Néerlandais ont battu le Pakistan 5 - 1, avec des buts de Thierry Brinkman, Valentin Verga, Bob de Voogd, Jorrit Croon et Mink van der Weerden.
Les Pays-Bas se qualifient pour les quarts de finale avec une victoire 5 - 0 contre le Canada en barrages. En quart de finale, face à l'Inde pays hôte, les Pays-Bas sont menés à la 12e minute mais l'égalisation tombe trois minutes plus tard avec un but en plein jeu de Thierry Brinkman. Le défenseur Mink van der Weerden a converti le penalty corner au dernier quart-temps pour sceller la rencontre avec une victoire 2 - 1 pour son équipe. En demi-finale, les Néerlandais se retrouvent face aux doubles champions du monde en titre et numéro un mondiaux Australiens. Les Néerlandais ont pris les devants puisque Glenn Schuurman marque dans le filet adverse à la 9e minute et Seve van Ass double la mise avec un but au deuxième quart-temps. L'Australie a tiré un but retour dans la dernière minute du troisième quart-temps avant que l'égalisation ne tombe à la dernière minute pour pousser la rencontre à passer l'épreuve des shoots-outs. Les Néerlandais ont gagné 4 - 3 à la mort subite des shoots-outs, après que les équipes sont à égalité à 3 - 3 pour cinq coups chacun.

## Match

### Résumé
La Belgique commence le premier quart-temps avec Simon Gougnard qui a un essai face au but à la 2e minute mais la balle est allée juste large. Six minutes plus tard le Néerlandais Jeroen Hertzberger, est entré avec succès dans le cercle belge, s'est créée une première possibilité pour son équipe, mais il tire bien à côté du but. Le quart-temps s'est terminé avec un jeu "équilibré" puisque la Belgique a une possession marginalement dirigée à 51%. La Belgique a continué d'attaquer au début du deuxième quart-temps mais l'attaque était interceptée deux fois à la 18e minute par Mirco Pruijser et Jeroen Hertzberger. À la 26e minute, Thierry Brinkman met fin à l'attaque par l'attaquant belge Cédric Charlier dans le cercle. Les Néerlandais pressent aussi vers l'avant et obtiennent le premier penalty corner du match à la 28e minute mais le tir de Jeroen Hertzberger a été détourné par Florent van Aubel. Une minute plus tard la Belgique perd son arbitrage vidéo après un appel calomnieux contre un penalty corner accordé aux Pays-Bas. Pourtant, Mink van der Weerden a été pénalisé d'un coup franc en dehors du cercle adverse pour avoir balancé son stick trop haut puisqu'une autre opportunité pour les Néerlandais est allée en vain.
Deux minutes dans la deuxième mi-temps, le gardien de but néerlandais Pirmin Blaak fabrique un sauvetage plongeant à un tir de Thomas Briels. Sébastien Dockier prend ensuite un tir à la 39e minute mais il est allé largement à travers le poteau de but. Le gardien de but belge Vincent Vanasch fabrique un sauvetage rassurant à la 49e minute, avant un tacle de Nicolas de Kerpel dans le cercle refusé des Néerlandais qui avait une autre chance d'avoir un tir vers le but. Le milieu de terrain néerlandais Jonas de Geus est écope d'une carte verte à la 57e minute, laissant les Néerlandais réduits à dix pour les deux minutes suivantes. Aucune des deux équipes n'a pu briser le 0 - 0 impasse avant la fin du match entré par la séance de shoots-outs.
Les Néerlandais ont bien commencé dans cette séance, en sécurisant leurs devants 2 - 1 après trois tirs chacun. Après Seve van Ass a manqué le quatrième essai pour les Pays-Bas, la Belgique a égalisé par Victor Wegnez. Thijs van Dam n'est pas parvenu à marquer pour les Pays-Bas dans leur dernier coup grâce à un tacle par Vincent Vanasch. Le cinquième essai de la Belgique a été ensuite annulé, puisque Pirmin Blaak a utilisé l'arbitrage vidéo pour les Pays-Bas en remarquant que la balle avait touché le pied d'Arthur de Sloover juste avant le tir. Avec le score toujours à égalité à 2 - 2, le match se dirige vers la mort subite de la séance des shoots-outs.
La Belgique est allée en premier dans la mort subite et marqué par Florent van Aubel. Les Pays-Bas ont utilisé une nouvelle fois leur arbitrage vidéo en appelant pour une obstruction mais l'arbitre vidéo a statué en faveur de la Belgique. Jeroen Hertzberger a besoin de marquer pour faire rester les Pays-Bas en jeu, a été forcé large par Vincent Vanasch et a raté son tir, en accordant la victoire de la Belgique 3 - 2 aux shoots-outs et leur inaugural titre de champion du monde,

### Feuille
| 16 décembre 2018 | Belgique                                                          | 0 - 0             | Pays-Bas                                                           |                                                                      |                                                                      |
| 19h00            |                                                                   | (0 - 0)           |                                                                    | Arbitrage : Adam Kearns Marcin Grochal Arbitre vidéo : Martin Madden | Arbitrage : Adam Kearns Marcin Grochal Arbitre vidéo : Martin Madden |
| 19h00            | Rapport                                                           |                   |                                                                    | Arbitrage : Adam Kearns Marcin Grochal Arbitre vidéo : Martin Madden | Arbitrage : Adam Kearns Marcin Grochal Arbitre vidéo : Martin Madden |
| 19h00            | Van Doren · Denayer · Van Aubel · Wegnez · De Sloover · Van Aubel | Tirs au but 3 - 2 | Hertzberger · Pruijser · De Geus · Van Ass · Van Dam · Hertzberger | Arbitrage : Adam Kearns Marcin Grochal Arbitre vidéo : Martin Madden | Arbitrage : Adam Kearns Marcin Grochal Arbitre vidéo : Martin Madden |

|  |  |

| Belgique :      |    |                     |  |    |
|                 |    |                     |  |    |
| Gardien de but  | 21 | Vincent Vanasch     |  |    |
|                 | 4  | Arthur van Doren    |  |    |
|                 | 8  | Florent van Aubel   |  |    |
|                 | 12 | Gauthier Boccard    |  |    |
|                 | 17 | Thomas Briels       |  |    |
|                 | 19 | Felix Denayer       |  |    |
|                 | 22 | Simon Gougnard      |  |    |
|                 | 23 | Arthur de Sloover   |  |    |
|                 | 25 | Loïck Luypaert      |  |    |
|                 | 26 | Victor Wegnez       |  |    |
|                 | 27 | Tom Boon            |  |    |
| Remplaçants :   |    |                     |  |    |
|                 | 9  | Sébastien Dockier   |  | 3e |
|                 | 10 | Cédric Charlier     |  | 3e |
|                 | 13 | Nicolas de Kerpel   |  | 4e |
|                 | 14 | Augustin Meurmans   |  | 3e |
|                 | 16 | Alexander Hendrickx |  | 5e |
|                 | 24 | Antoine Kina        |  | 7e |
| Sélectionneur : |    |                     |  |    |
| Shane McLeod    |    |                     |  |    |

| Pays-Bas        |    |                      |    |
|                 |    |                      |    |
| Gardien de but  | 26 | Pirmin Blaak         |    |
|                 | 2  | Jeroen Hertzberger   |    |
|                 | 4  | Lars Balk            |    |
|                 | 8  | Billy Bakker         |    |
|                 | 10 | Valentin Verga       |    |
|                 | 11 | Glenn Schuurman      |    |
|                 | 13 | Sander Baart         |    |
|                 | 14 | Robbert Kemperman    |    |
|                 | 16 | Mirco Pruijser       |    |
|                 | 25 | Thierry Brinkman     |    |
|                 | 30 | Mink van der Weerden |    |
| Remplaçants :   |    |                      |    |
|                 | 5  | Thijs van Dam        | 4e |
|                 | 6  | Jonas de Geus        | 5e |
|                 | 7  | Jorrit Croon         | 2e |
|                 | 9  | Seve van Ass         | 4e |
|                 | 19 | Bob de Voogd         | 2e |
|                 | 23 | Joep de Mol          | 4e |
| Sélectionneur : |    |                      |    |
| Max Caldas      |    |                      |    |

### Conséquences
Vincent Vanasch a gagné le titre de joueur du match pour ses quatre sauvetages aux shoots-outs. Le défenseur Arthur van Doren est nommé le meilleur joueur du tournoi. À la fin du match, la Belgique dépasse l'Australie et devient numéro un au Classement mondial de la FIH, tandis que les Pays-Bas passe de la quatrième à la troisième place.
Le 18 décembre 2018, l'équipe Belge a été accueilli par des milliers de fans à la Grand Place de Bruxelles,. Parmi ceux qui étaient présents aux célébrations figuraient la reine Mathilde et le roi Philippe.